# Heliotropium derafontense
Heliotropium derafontense är en strävbladig växtart som beskrevs av Friedrich Vierhapper. Heliotropium derafontense ingår i Heliotropsläktet som ingår i familjen strävbladiga växter. Inga underarter finns listade i Catalogue of Life.